# 22112 Стейсіро
22112 Стейсіро (22112 Staceyraw) — астероїд головного поясу, відкритий 31 серпня 2000 року.
Тіссеранів параметр щодо Юпітера — 3,529.